# Erebia subtussemifaciata
Erebia subtussemifaciata är en fjärilsart som beskrevs av Müller 1928. Erebia subtussemifaciata ingår i släktet Erebia och familjen praktfjärilar. Inga underarter finns listade i Catalogue of Life.